# The Brotherhood VI
The Brotherhood VI és una pel·lícula de David DeCoteau, estrenada el 2009.

## Argument
Tornen els assassinats i rituals de màgia negra, a una altra universitat plena d'alumnes difícils: En una cabana aïllada al mig d'un bosc sotjat per un llenyataire homicida, un grup de nois d'una fraternitat duen a terme el ritu d'iniciació dels nous membres.

## Repartiment
- Tyson Breech: 	Morris
- Burke Carter: 	Boyd
- Joshua Christian: 	John Ralston
- Sasha Formoso: 	Tatianna
- Aaron Jaeger: 	Kevin
- Austen Dean Jesse: Andy
- Bryan McMullin: 	Shane
- Dominick Monteleone: Garrett
- James Preston: Doug
- Jeremy Ray Simpson: Eddie